# Gibson Explorer
A Gibson Explorer e uma guitarra elétrica da Gibson lançada em 1958 (mesmo ano de lançamento da Flying V), ambas eram um projeto futurista de corpo de guitarra. Seu funcionamento inicial foi mal sucedido e foi interrompido logo no ano seguinte, em 1959. Em 1976, a Gibson a re-introduz no mercado, depois que outras companhias de guitarra tiveram sucesso de vendas com esse modelo.

## Primeiros Explorer
A Gibson produziu muito poucas Explorers durante a edição de 1958 do modelo original de madeira  Korina. O total original foi de apenas 50 guitarras produzidas entre 1958-1959, das quais 38 ainda existem e pertencem a colecionadores, podendo valer de 250 ate 300.000 dólares. Na época das 50 guitarras produzidas apenas 22 foram vendidas, 19 em 1958 e 3 em 1959.

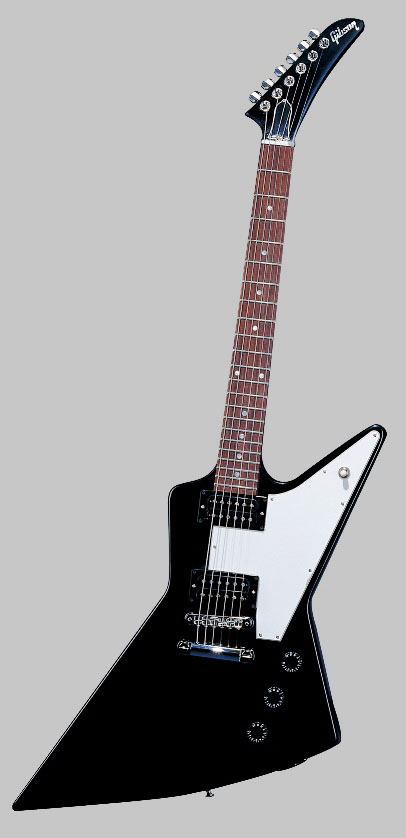